# دورائمون: اتوپیای آسمانی نوبیتا
دورائمون: اتوپیای آسمانی نوبیتا (انگلیسی: Doraemon: Nobita's Sky Utopia)، انیمه، فیلم علمی تخیلی، فیلم ماجراجویی ژاپنی محصول ۲۰۲۳ است. این فیلم چهل و دومین فیلم از سری انیمیشن ژاپنی دورائمون است که توسط فوجیکو اف. فوجیئو ساخته شده است. این فیلم به کارگردانی تاکومی دویاما با فیلمنامه ای از ریوتا فوروساوا در ۳ مارس ۲۰۲۳ منتشر شد.